# Bomaanslagen in Egypte op Palmzondag 2017
In de ochtend van Palmzondag 2017 vonden kort na elkaar twee bomaanslagen plaats op twee koptische kerken in Egypte.

## Aanslag in Tanta
De eerste explosie vond plaats in de ochtend van 9 april 2017 rond tien uur bij de Mar-Girgiskerk in de stad Tanta, zo'n 120 kilometer ten noorden van Caïro. Minstens 27 mensen kwamen hierbij om het leven en meer dan 71 mensen raakten gewond. Op het moment van de explosie was een mis bezig, die live werd uitgezonden op televisie.

## Aanslag in Alexandrië
Enkele uren na de explosie in Tanta vond een explosie plaats bij de Sint-Marcus-Kathedraal in Alexandrië. Het ging hierbij om een zelfmoordaanslag. Daarbij kwamen minstens 17 mensen om het leven en 35 mensen raakten gewond. De koptische paus Tawadros was kort ervoor aanwezig in de kerk, maar hij bleef ongedeerd. Enkele dagen na de aanslagen maakte het Egyptische Ministerie van Binnenlandse zaken de naam van de pleger van de zelfmoordaanslag bekend. Het betreft Mahmoud Hassan Mubarak Abdullah. Hij had contacten met een islamitische militante cel die verantwoordelijk wordt gehouden voor de zelfmoordaanslag op de koptische kathedraal in Cairo in december 2016.

## Verantwoordelijkheid opgeëist door IS
Terreurorganisatie IS eiste de verantwoordelijkheid voor de aanslagen op via haar persbureau Amaq.

## Nasleep
De Egyptische president Abdul Fatah al-Sisi kondigde op de avond van de dag van de aanslagen voor drie maanden de noodtoestand af. Op de maandag na de aanslagen doodden Egyptische veiligheidstroepen bij een vuurgevecht zeven vermoedelijke militanten die bijeenkwamen om aanvallen op christenen te plannen.